# 安熱羅-蘇真斯克
安熱羅-蘇真斯克（羅馬化：Anzhero-Sudzhensk）是俄羅斯克麥羅沃州庫茲巴斯地區的一個城市。2002年人口86,480人。
1928年由安熱羅和蘇真斯克合併而成，1931年建市。
56°5′N 86°2′E / 56.083°N 86.033°E